# Премія імені Бруно Понтекорво
Премія імені Бруно Понтекорво — міжнародна премія, яка щорічно присуджується Вченою радою Об'єднаного інституту ядерних досліджень у Дубні в Росії за заслуги в галузі фізики елементарних частинок. Заснована в 1995 році. Названа на честь італійсько-радянського фізика Бруно Максимовича Понтекорво.

## Лауреати
- 1995 — Уго Амальді[de] ( Швейцарія) — за цикл експериментальних результатів з фізики слабких взаємодій[1].
- 1996
  - Лев Борисович Окунь ( Росія) — за теоретичні дослідження у галузі фізики елементарних частинок[2].
  - Семен Соломонович Герштейн ( Росія) — за теоретичні дослідження в галузі електрослабких взаємодій.
- 1997 — Клаус Вінтер[de] ( Швейцарія) — за експериментальні дослідження в галузі нейтринної фізики на прискорювачах[3].
- 1998 — Володимир Михайлович Лобашов[ru] ( Росія) — за видатний внесок у дослідження з фізики електрослабких взаємодій[4].
- 1999 — Раймонд Девіс ( США) — за видатні досягнення у розробці хлор-аргонового методу реєстрації сонячних нейтрино[5].
- 2000 — Георгій Тимофійович Зацепін[ru], Володимир Миколайович Гаврін[ru] ( Росія) — за видатний внесок у дослідження сонячних нейтрино галій-германієвим методом у Баксанській нейтринній обсерваторії[6].
- 2001 — Ніколас Саміос[de] ( США) — за видатний внесок у фізику частинок[7].
- 2002 — Самоїл Міхелевич Біленький ( Росія) — за теоретичні дослідження в галузі осциляцій нейтрино[8].
- 2003 — Йодзі Тоцука[en] ( Японія) — за видатний внесок у відкриття мюонних осциляцій нейтрино[9].
- 2004 — Артур Макдональд ( Канада) — за доказ осциляцій сонячних нейтрино в експерименті SNO в Канаді[10].
- 2005 — Станіслав Павлович Міхеєв[ru] ( Росія), Олексій Юрійович Смірнов[ru] ( Італія), Лінкольн Вольфенштейн[en] ( США) — за передбачення та дослідження впливу речовини на осциляції нейтрино, що отримала назву ефекту Міхєєва — Смирнова — Вольфенштейна[11].
- 2006 — Ацуто Сузуки ( Японія) — за відкриття осциляцій реакторних електронних антинейтрино та реєстрацію геоантинейтрино в експерименті KamLAND[12].
- 2007 — Антонино Дзикики[en] ( Італія та  Швейцарія) — за фундаментальний внесок у створення найбільшої підземної Національної лабораторії Гран-Сассо та у створення великомасштабних фізичних установок для дослідження нейтрино від Сонця та прискорювачів[13].
- 2008 — Валерій Анатолійович Рубаков ( Росія) — за значний внесок у дослідження тісного взаємозв'язку фізики частинок, астрофізики та космології та у побудову принципово нової теорії фізичного простору[14].
- 2009 
  - Олександр Дмитрович Долгов[de] ( Росія) — за фундаментальні результати з осциляцій та кінетики нейтрино в космології[15].
  - Генрі Собель[de] ( США) — за значний внесок в експерименти з нейтринних осциляцій[15][16].
- 2010
  - Сергей Петков[de] ( Італія) — за фундаментальний внесок у дослідження проходження нейтрино в матерії[17].
  - Йоїтіро Сузуки[de] ( Японія) — за видатний внесок у відкриття осциляцій атмосферних і сонячних нейтрино в експерименті Super-Kamiokande[18].
- 2011 — Стенлі Войчицькі[en] ( США) — за видатний внесок у створення детектора MINOS, за нові результати, отримані в галузі фізики частинок і, зокрема, в області нейтринних осциляцій[19].
- 2012 — Етторе Фіоріні[de] ( Італія) — за видатний внесок в експерименти з пошуку безнейтринного подвійного бета-розпаду, у розвиток напівпровідникової та кріогенної техніки реєстрації цього процесу[20].
- 2013 — Лучано Маяні[en] ( Італія) — за видатний внесок у фізику елементарних частинок, зокрема фізику слабких взаємодій та нейтрино[21].
- 2014 — Григорій Володимирович Домогацький[ru] ( Росія) — за видатний внесок у розвиток нейтринної астрофізики високих енергій та нейтринної астрономії, зокрема, піонерські роботи з розробки методики детектування нейтрино високих енергій підводним детектором та створення діючої установки на озері Байкал[22].
- 2015 — Джанпаоло Белліні[de] ( Італія) — за видатний внесок у розвиток нових методів реєстрації нейтрино низьких енергій, реалізованих у детекторі Borexino, та важливі результати, отримані в цьому експерименті з реєстрації сонячних та гео-нейтрино[23].
- 2016 — Ван Іфан[de] ( КНР)[24][25], Субон Кім[en] ( Південна Корея)[24]

, Коїтіро Нисікава ( Японія) — за видатний внесок у вивчення явища нейтринних осциляцій та вимірювання кута змішування нейтрино {\displaystyle \theta _{13}} в експериментах Daya Bay, RENO и T2K.
- 2017 — Джанлуїджі Фольї (італ. Gianluigi Fogli) ( Італія), Еліджо Лізі (італ. Eligio Lisi) ( Італія) — за новаторський внесок у розвиток глобального аналізу даних про осциляції нейтрино із різних експериментів[27].
- 2018 — Френсіс Гальзен ( США) — за провідну роль у створенні детектора IceCube та експериментальне відкриття космологічних нейтрино дуже високих енергій[28].
- 2019 — Фабіола Джанотті ( Швейцарія) — за провідний внесок в експериментальні дослідження фундаментальних взаємодій та відкриття бозона Хіггса[29].